# Cornophone

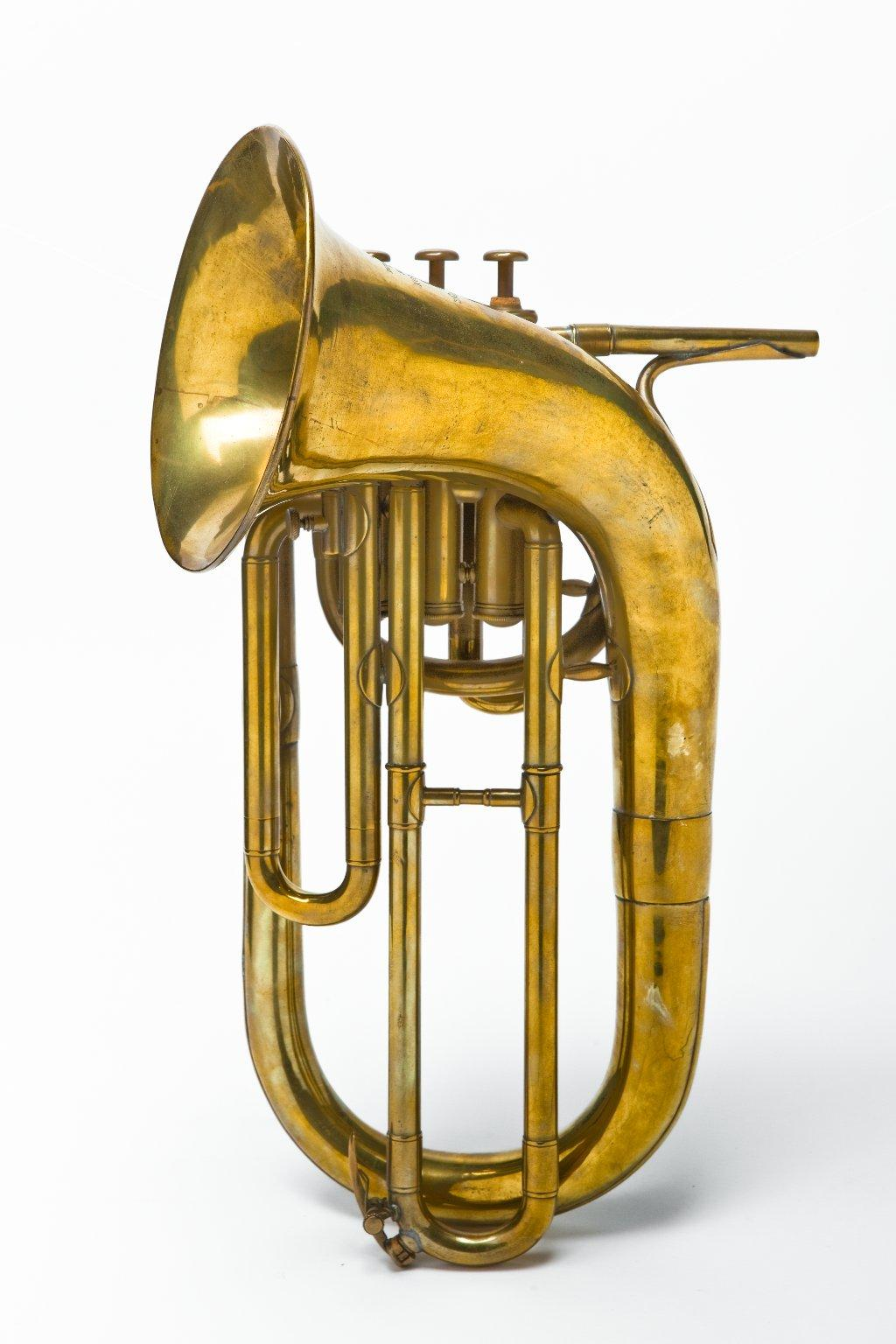
Cornophone in F/S (F. Besson, c. 1895)

Cornophone ist ein Horninstrument mit starkem Konus, parabolischem Schallstück, schlankem Trichtermundstück und drei Ventilen. Es wurde in den 1880er-Jahren von Fontaine-Besson in Paris erfunden. Das Instrument wurde ursprünglich Cornon genannt und 1890 unter dem heutigen Namen patentiert.
Der Ton steht zwischen Waldhorn und Bügelhorn und kommt dem der Waldhorntuben am nächsten. Cornophone haben sich bisher hauptsächlich nur in Großbritannien durchgesetzt, dort wird der Bass auch in der anglikanischen Kirche zur Begleitung der Chöre eingesetzt.

## Glieder
Die Familie besteht aus folgenden Gliedern:
1. Soprano in B,
2. Alto in F oder Es,
3. Tenor in C oder B,
4. Basse in C oder B.
5. Contrebasse in F oder Es.
Gemeinsame Notierung: Umfang: Fis - c"
Jedoch umfassen die tieferen Instrumenten einen größeren Tonumfang.